# Beleg van Lochem
Het Beleg van Lochem was een belegering van de stad Lochem door graaf Ernst van Nassau en Maurits van Nassau, de latere prins van Oranje, tijdens de Tachtigjarige Oorlog. Na een beleg van vijf dagen, moest Lochem zich overgeven aan het Staatse leger van Maurits van Oranje.

## Voorgeschiedenis
In maart 1606 was Bredevoort al verrast door Francisco Verdugo, maar werd ontzet door Frederik Hendrik. Spinola probeerde daarna voet te krijgen in de Veluwe en Betuwe maar werd door Maurits de pas afgesneden. Spinola had in de tussentijd wel Groenlo en Lochem weten te veroveren in het kader van Spinola's veldtocht van 1605-1606.
Van 4 tot 14 augustus 1606 was Lochem belegerd geweest en uiteindelijk ingenomen door het Leger van Vlaanderen onder bevel van Ambrogio Spinola. Ongeveer 100 Staatsen en 900 'Spanjaarden' zijn gesneuveld bij deze strijd. Desalniettemin werd de stad onder gunstige voorwaarden overgegeven aan de belegeraars: godsdienstvrijheid. Intussen was de schatkist van Spinola leeg geraakt, wat oproer en muiterij onder zijn soldaten veroorzaakte. Maurits en Oldenbarnevelt hadden besloten het gat in de verdedigingswerken te sluiten door middel van een ongebruikelijke herfstcampagne. Na de mislukte poging om Rijnberk te ontzetten was Maurits' leger van 15.000 infanterie en 3000 cavalerie opgetrokken om de steden in de regio te herwinnen en deze stonden in dat kader op 24 oktober voor Lochems poorten.

## Beleg
Uit vrees Spinola's troepen weer het slagveld op te drijven, bestond aanvankelijk nog twijfel bij Maurits om de door Spanje ingenomen steden te heroveren. Op 24 oktober stond uiteindelijk dan Ernst van Nassau voor de poorten van Lochem. Na een beleg van vijf dagen gaf de stad zich op 29 oktober over nadat de beschietingen op de stad waren begonnen die dag en niet opgewassen was tegen zo'n overweldigende meerderheid. Maurits sloeg daarna beleg voor Groenlo en had minder geluk. Lochem stond bekend als een moeilijk in te nemen stad, en als er geen honger of list was moest er zwaar gevochten worden om haar in te nemen. Als tactische strategie faalde, dan bleek de natuur onfeilbaar. In 1615, op 6 april rond 20.00 uur brak er een stadsbrand uit, die de gehele stad (op drie huizen na) deed uitbranden. De stad werd snel herbouwd en reeds in 1634 werd het stadhuis opgeleverd.